# Afraflacilla goaensis
Espèce
Afraflacilla goaensis est une espèce d'araignées aranéomorphes de la famille des Salticidae.

## Distribution
Cette espèce est endémique de Goa en Inde,. Elle se rencontre sur l'île Chorão.

## Description
Le mâle holotype mesure 4,15 mm.

## Systématique et taxinomie
Cette espèce a été décrite par Gawas et Tripathi en 2024.

## Étymologie
Son nom d'espèce, composé de goa et du suffixe latin -ensis, « qui vit dans, qui habite », lui a été donné en référence au lieu de sa découverte, Goa.

## Publication originale
- Gawas, Tripathi, Sudhikumar & Sawant, 2024 : « A new species of Afraflacilla Berland & Millot, 1941 (Araneae, Salticidae) from India. » Journal of Insect Biodiversity and Systematics, vol. 10, no 1, p. 125-132 (texte intégral).